# Perilissus alpestrator
Perilissus alpestrator är en stekelart som beskrevs av Aubert 1969. Perilissus alpestrator ingår i släktet Perilissus och familjen brokparasitsteklar. Inga underarter finns listade i Catalogue of Life.